# Rada Polityki Pieniężnej

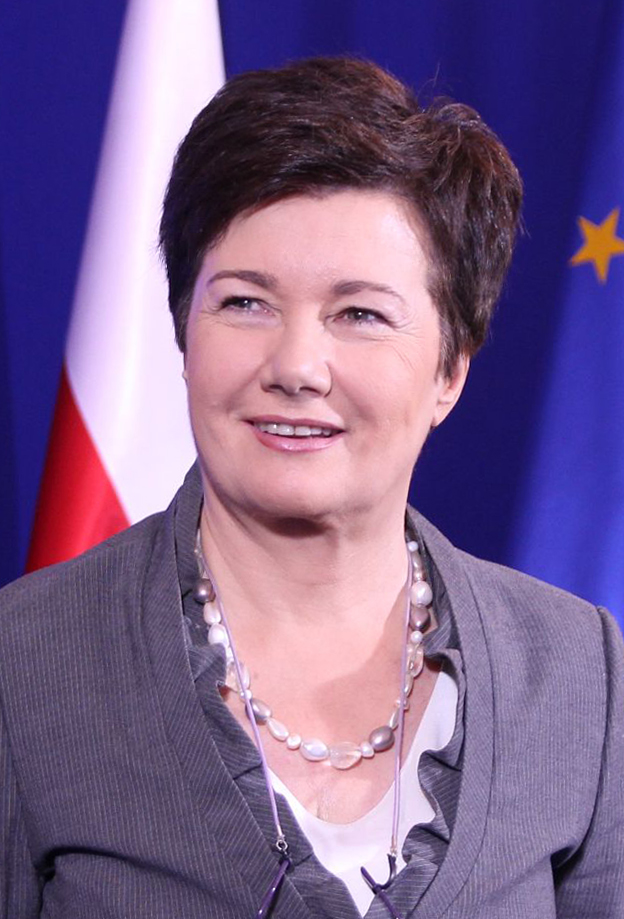
Hanna Gronkiewicz-Waltz

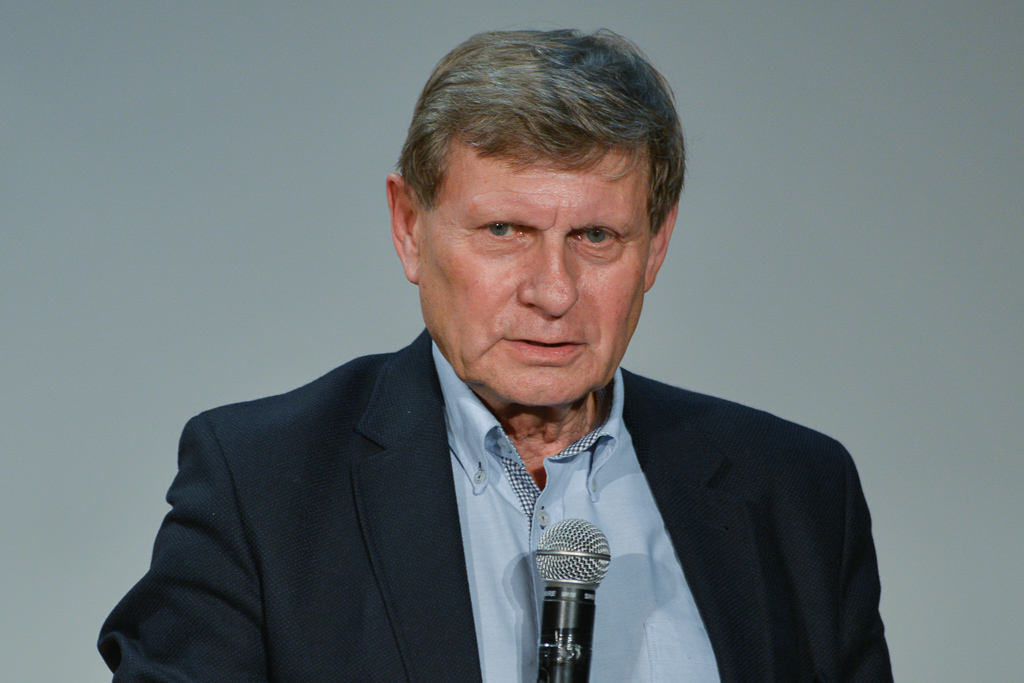
Leszek Balcerowicz

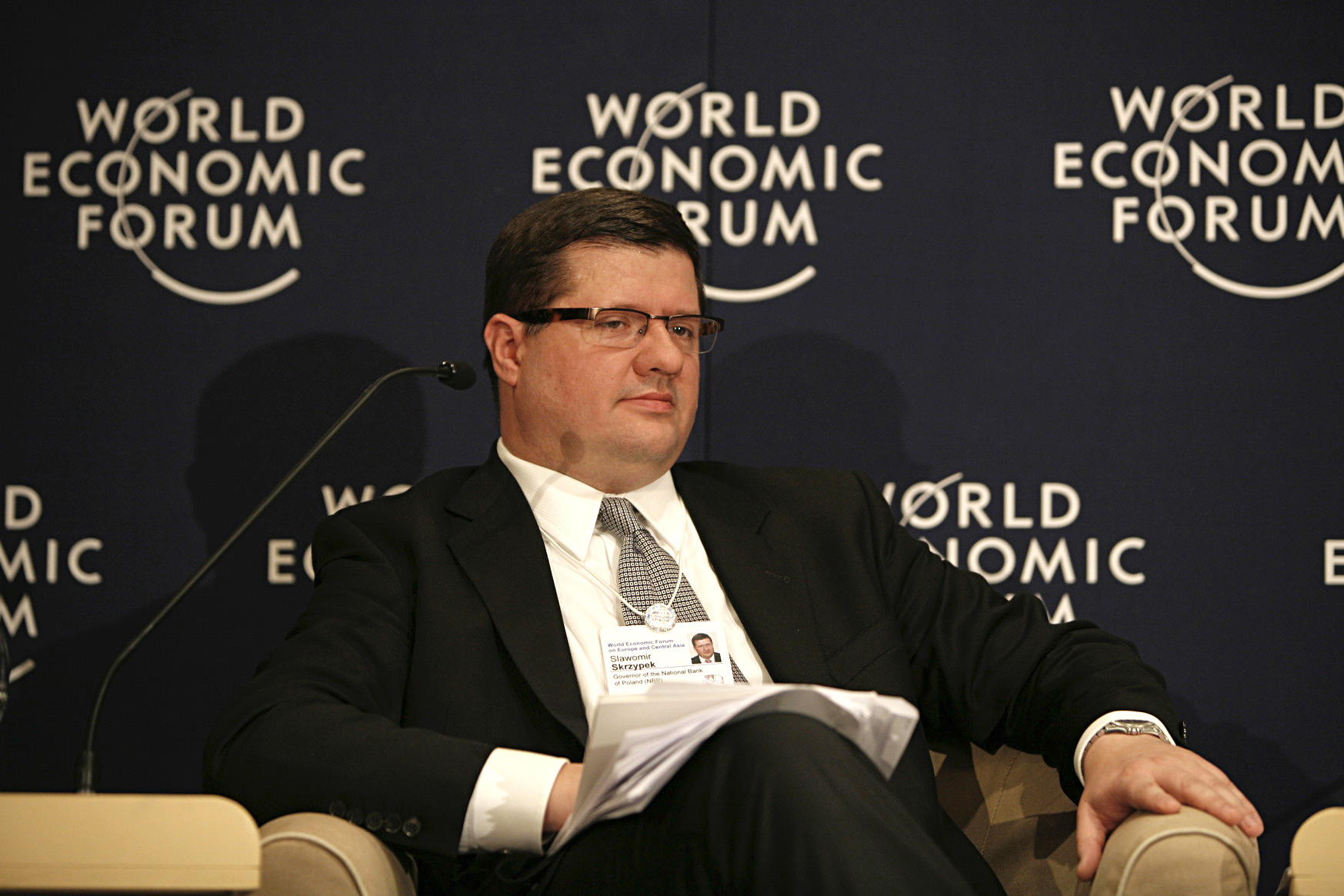
Sławomir Skrzypek

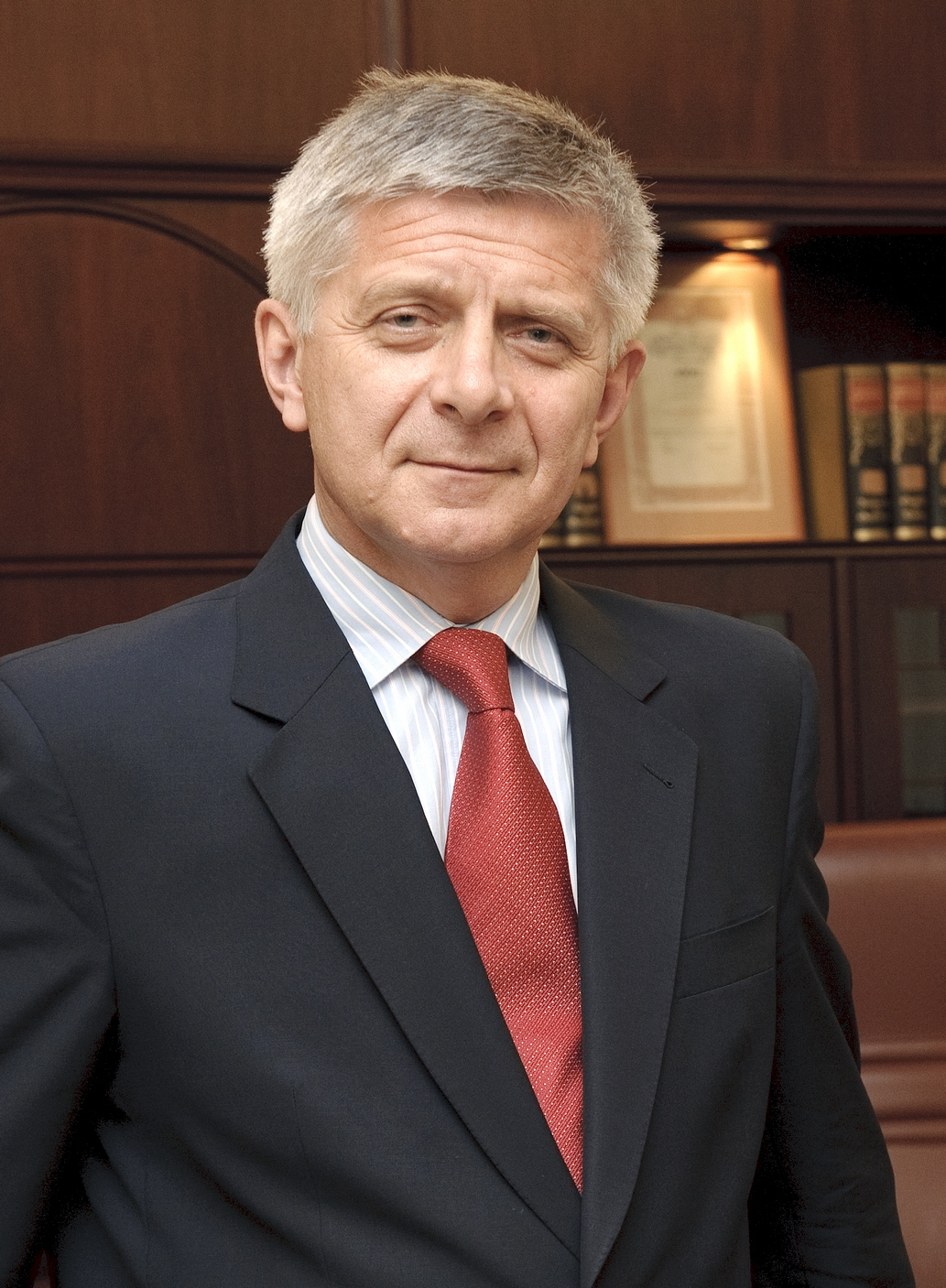
Marek Belka

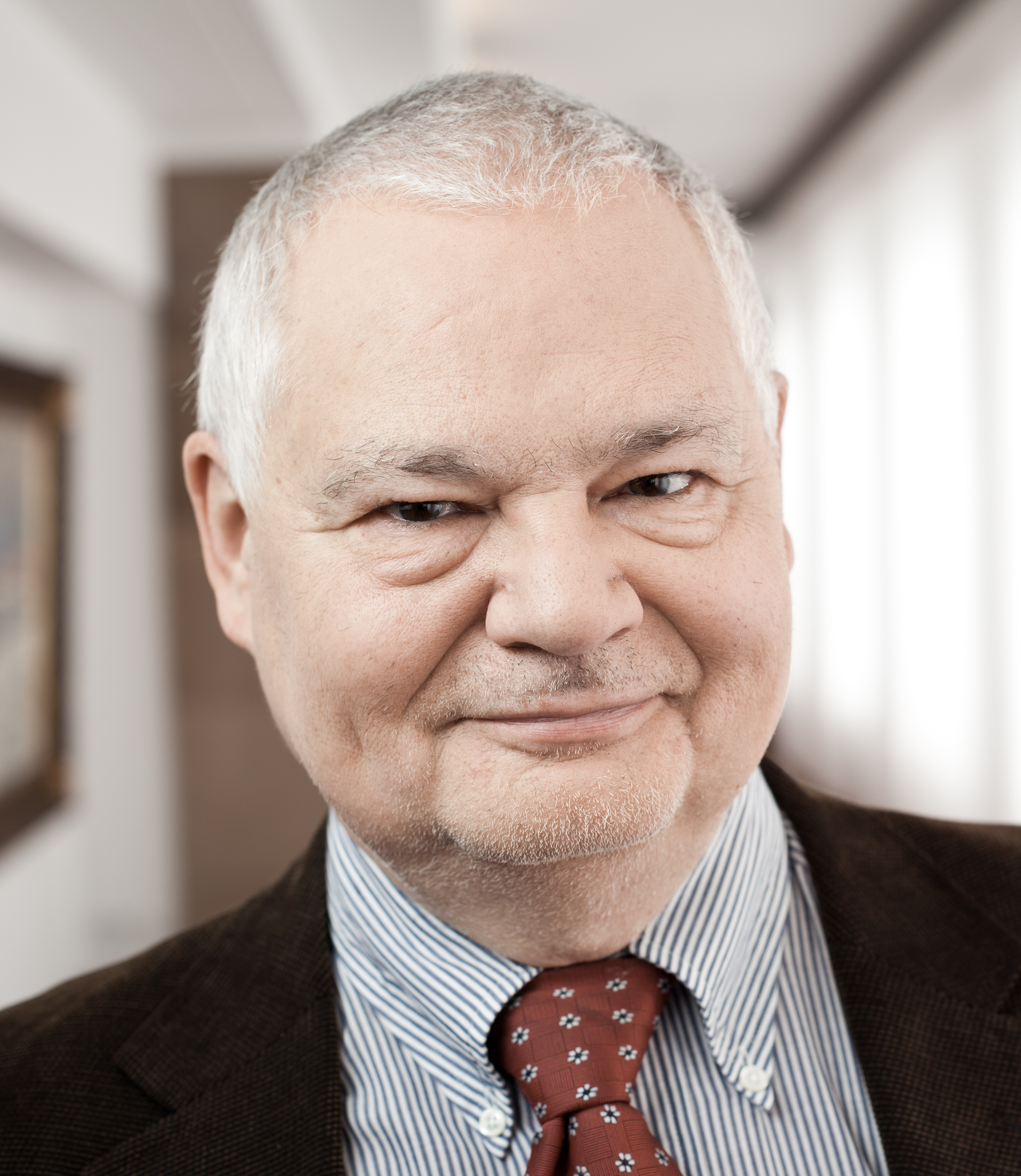
Adam Glapiński

Rada Polityki Pieniężnej (RPP) – organ decyzyjny Narodowego Banku Polskiego. Zadaniem Rady Polityki Pieniężnej jest coroczne ustalanie założeń i realizacja polityki pieniężnej państwa. Rada ustala wysokość podstawowych stóp procentowych, określa zasady operacji otwartego rynku oraz ustala zasady i tryb naliczania i utrzymywania rezerwy obowiązkowej. Zatwierdza plan finansowy banku centralnego oraz sprawozdanie z działalności Narodowego Banku Polskiego.

## Zadania Rady
- Podstawowym celem Rady Polityki Pieniężnej jest dbanie o stabilność polskiego pieniądza – Rada dbać ma o stabilną, niską inflację. Stara się, by była ona jak najbardziej zbliżona do 2,5 procent, przy czym dopuszcza odchylenia o plus/minus jeden punkt procentowy.
- Jeśli nie koliduje to z celem inflacyjnym, Rada dba też o wzrost gospodarczy;
- Coroczne ustalanie założeń polityki pieniężnej i przedkładanie ich do wiadomości Sejmowi równocześnie z przedłożeniem przez Radę Ministrów projektu ustawy budżetowej;
- Składanie Sejmowi sprawozdania z wykonania założeń polityki pieniężnej w ciągu 5 miesięcy od zakończenia roku budżetowego
- Ustalanie wysokości stóp procentowych NBP, m.in.
  - stopy referencyjnej,
  - stopy lombardowej,
  - stopy depozytowej,
  - stopy redyskontowej,
  - stopy dyskontowej weksli[1];
- Ustalanie zasady i stopy rezerwy obowiązkowej banków;
- Określanie górnej granicy zobowiązań wynikających z zaciągania przez NBP pożyczek i kredytów w zagranicznych instytucjach bankowych i finansowych;
- Zatwierdzanie planu finansowego NBP oraz sprawozdania z działalności NBP;
- Przyjmowanie rocznego sprawozdania finansowego NBP;
- Ustalanie zasad operacji otwartego rynku.

## Skład Rady
W skład Rady Polityki Pieniężnej wchodzi prezes Narodowego Banku Polskiego jako przewodniczący i dziewięciu członków, powoływanych po trzech przez prezydenta, Sejm i Senat na okres 6 lat.

### I kadencja (1998–2004)
Prezes NBP i tym samym przewodniczący Rady:
- Hanna Gronkiewicz-Waltz – do 2001 (koniec kadencji)
- Leszek Balcerowicz – od 2001

Członkowie Rady:
- Marek Dąbrowski[2]
- Bogusław Grabowski[3]
- Cezary Józefiak[3]
- Janusz Krzyżewski[4] (do 2003, śmierć)
- Wojciech Łączkowski[3]
- Jerzy Pruski[4]
- Dariusz Rosati
- Grzegorz Wójtowicz
- Wiesława Ziółkowska
- Jan Czekaj (od 2003 do 2004, zastąpił zmarłego Janusza Krzyżewskiego)[5]

### II kadencja (2004–2010)
Prezes NBP i tym samym przewodniczący Rady:
- Leszek Balcerowicz – do 2007 (koniec kadencji)
- Sławomir Skrzypek – od 2007

Członkowie Rady:
- Jan Czekaj[6]
- Dariusz Filar[7]
- Stanisław Nieckarz[6]
- Marian Noga[8]
- Stanisław Owsiak[8]
- Mirosław Pietrewicz[6]
- Andrzej Sławiński[7]
- Halina Wasilewska-Trenkner[8]
- Andrzej Wojtyna[7]

### III kadencja (2010–2016)
Prezes NBP i tym samym przewodniczący Rady:
- Sławomir Skrzypek – w 2010 (śmierć)
- Marek Belka

Członkowie Rady:
- Andrzej Bratkowski[9]
- Elżbieta Chojna-Duch[9]
- Zyta Gilowska (do 2013, rezygnacja)
- Jerzy Hausner[10]
- Andrzej Rzońca[10]
- Jan Winiecki[10]
- Anna Zielińska-Głębocka[11]
- Adam Glapiński
- Andrzej Kaźmierczak
- Jerzy Osiatyński (od 2013, zastąpił Zytę Gilowską)

### IV kadencja (2016–2022)
Prezes NBP i tym samym przewodniczący Rady:
- Marek Belka – w 2016 (koniec kadencji)
- Adam Glapiński – od 2016

Członkowie Rady:
- Grażyna Ancyparowicz (do 9 lutego 2022, koniec kadencji)
- Marek Chrzanowski (do 6 października 2016, rezygnacja)
- Eugeniusz Gatnar (do 25 stycznia 2022, koniec kadencji)
- Łukasz Hardt (do 17 lutego 2022, koniec kadencji)
- Jerzy Kropiwnicki (do 25 stycznia 2022, koniec kadencji)
- Eryk Łon (do 9 lutego 2022, koniec kadencji)
- Jerzy Osiatyński (do 20 grudnia 2019, koniec kadencji)
- Kamil Zubelewicz (do 17 lutego 2022, koniec kadencji)
- Jerzy Żyżyński (do 30 marca 2022, koniec kadencji)
- Cezary Kochalski (od 21 grudnia 2019[12])
- Rafał Sura (od 16 listopada 2016, zastąpił Marka Chrzanowskiego)

### V kadencja (2022–2028)
Prezes NBP i tym samym przewodniczący Rady:
- Adam Glapiński

Członkowie Rady:
- Ireneusz Dąbrowski[13] (od 18 lutego 2022)
- Wiesław Janczyk[14] (od 9 lutego 2022)
- Cezary Kochalski[15] (od 21 grudnia 2019)
- Ludwik Kotecki[16] (od 26 stycznia 2022)
- Przemysław Litwiniuk[16] (od 26 stycznia 2022)
- Henryk Wnorowski[17] (od 21 lutego 2022)
- Joanna Tyrowicz[18] (od 7 września 2022)
- Iwona Duda[19][20] (od 7 października 2022)
- Gabriela Masłowska[19] (od 7 października 2022)
- Rafał Sura (do 21 lipca 2022, odwołany przez Senat[21])

## Wynagrodzenie
Członek RPP otrzymuje wynagrodzenie równe wynagrodzeniu wiceprezesa NBP. Przed 1 sierpnia 2021 wynagrodzenie miesięczne wynosiło 26 476,25 PLN, zaś od 1 sierpnia 2021 wynosi 37 066,75 PLN.